# Pierre Moscovici
Pierre Moscovici (født 16. september 1957 i Paris) er en fransk politiker fra Socialistpartiet. Han var Europa-Kommissær for økonomiske og finansielle anliggender, beskatning og toldi Juncker-kommissionen 2014-2019. Fra 16. maj 2012 til 2. april 2014 var han minister for økonomi, finanser og udenrigshandel i Regeringen Jean-Marc Ayrault.